# صبايحية

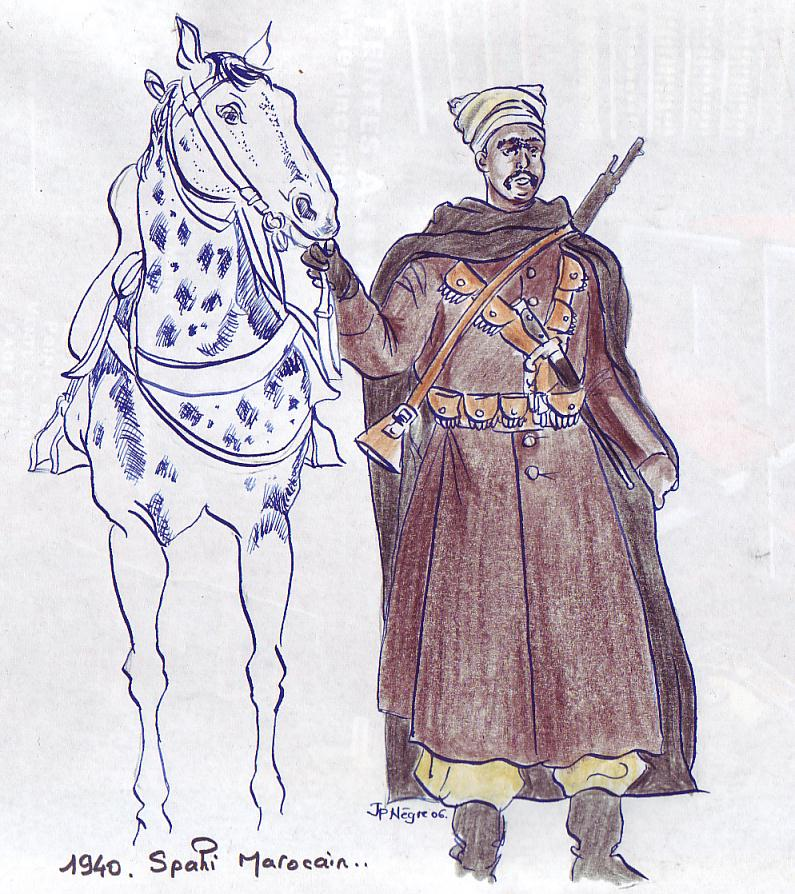
صباحي مغربي 1940.

الصبايحية (Spahis) وتسمى في بعض أنحاء الجزائر السبايسية هي فِرَق عسكرية من الخيالة أسستها فرنسا في معسكراتها السابقة وبالخصوص شمال أفريقيا كجيش عميل للمحتل الفرنسي، أسسها الجنرال يوسف المملوك وأوكلت مهمة تسييرها إلى فرنسي برتبة عقيد أو مقدم.

## أصل الكلمة

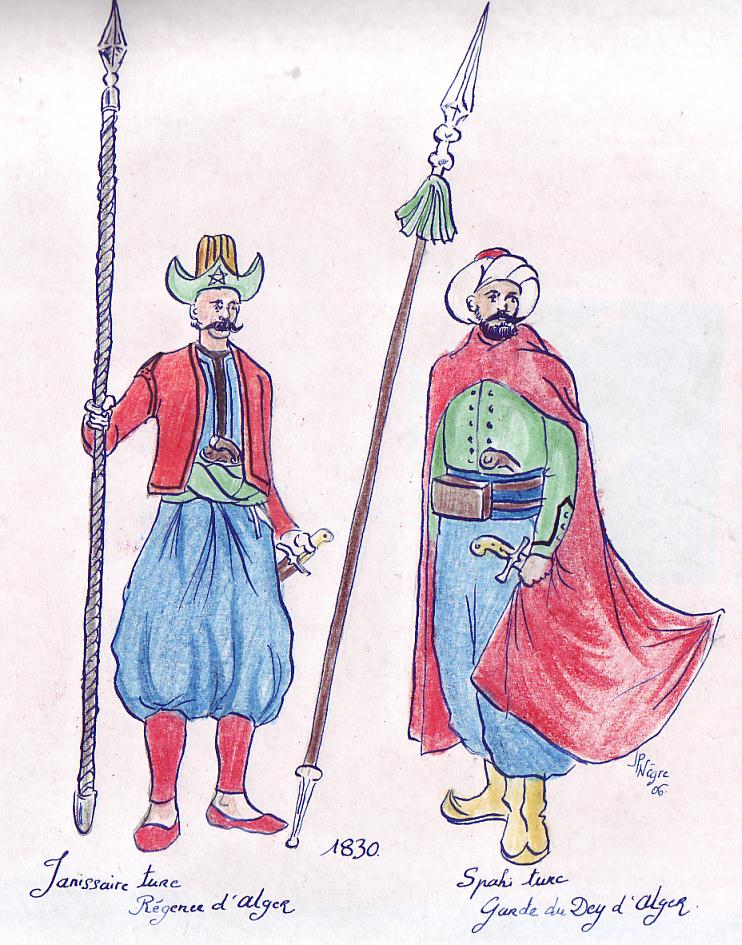
صباحية أتراك 1820.

الكلمة صباحي أصلها عثماني (سباهي) وتعني الجندي وهي مأخوذة من اللفظ الفارسي سپاهی وأنتقلت إلى اللغة الفرنسية (Spahi)، كما تقول رواية أخرى أنهم كانوا يستعملون نفس كلمة السر («صباحكم بالخير») فيما بينهم إلى أن تم التفطن اليهم وتسميتهم ب«الصباحية».

## وظيفة الصباحية

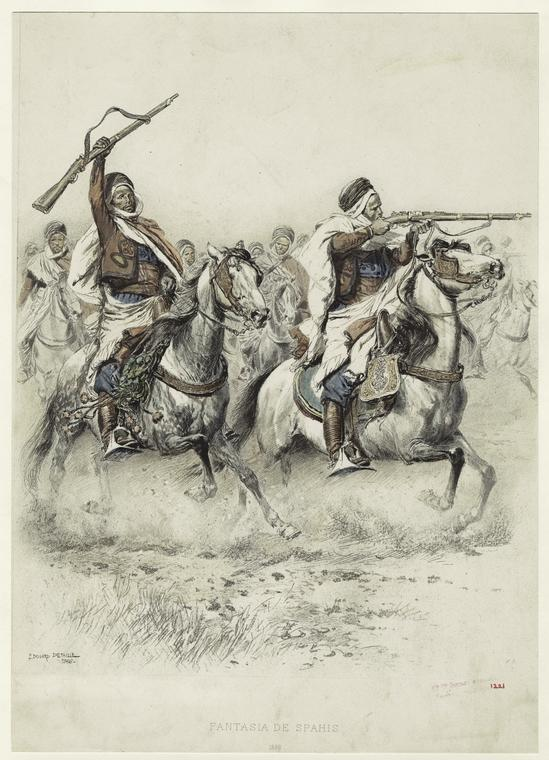
فرسان صباحية.

وظيفتهم أبان الحكم العثماني هي الوساطة بين الدايات والأهالي ولكن تطورت بعد الاحتلال الفرنسي للجزائر لتصبح ولاء لهذا المستعمر وذلك بتجنيدهم الشباب من الجزائريين للأنخراط في الجيش الفرنسي من أجل محاربة أعداء فرنسا من المقاومين للأحتلال الفرنسي ودحر ثورات الاهالي تماما كما حدث مع مقاومة الزعاطشة وبوعمامة والمقراني والكثير من الثورات الأخرى أين أرتكبوا مجازر في حق الأهالي.

## شروط الالتحاق بهذه الفرق

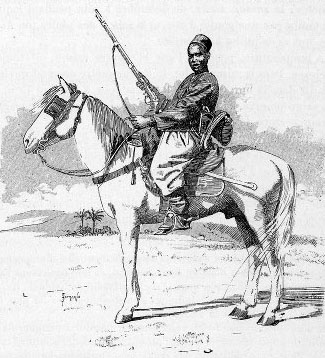
صباحي سنغالي 1980.

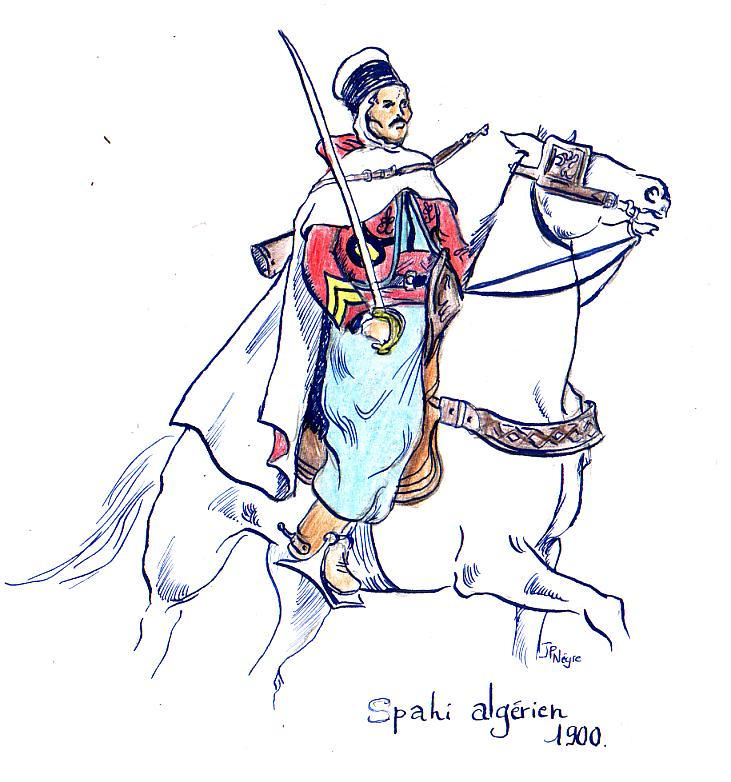
صباحي جزائري 1900.

- ضرورة بلوغ سن السادسة عشر إلى غاية الأربعين.
- امتلاك الراغب بالانخراط لحصان يصلح للحرب، ويكون قوياً.
- على المترشح أن يجهر علناً بانخراطه أمام الضابط المقتصد وأحد نوابه من الجزائريين على أن يكونا شاهدان على ذلك.
- على المترشح أن يقسم على القرآن بولائه لفرنسا.
- عقد الانخراط في صفوف الصباحية صالح لمدة ثلاث سنوات قابلة للتجديد.

لقد وصل عدد الصباحية عام 1845 إلى ثلاثة فيالق حسب المناطق الثلاث وهي وهران والمدية وعنابة، وكان المنخرطون في السابق من عامة الناس إلى أن أصبح الانخراط محصوراً نوعاً ما في أبناء الأعيان والشيوخ والقياد، كما أن لباس الصباحية يرمز إلى علم فرنسا فكان هناك برنوسان أحدهما أبيض والآخر أحمر، أما السروال فكان أزرقاً، أما السلاح فكان ممثلاً بسيف وبندقية، ويجبر الجزائريون على حلق رؤوسهم مع وضع عمامة بيضاء وحمراء.
- عدد الفرق:

لا يعرف رقم دقيق لكن سنة 1920 بلغ عدد فرقهم كالآتي:
- 5 في الجزائر.
- 5 في تونس.
- 4 في المغرب.
- 2 في سوريا ولبنان.

## هل يعتبرون خونة
اختلف الكثير من الناس حولهم حيث يعتبرهم أغلب الجزائريين خونة وأنهم كانوا أذناباً للمستعمر، إلا أن البعض يدرجهم في خانة المغرر بهم والمغلوب على أمرهم.